# Théo Faure
Théo Faure (Pessac, 12 de outubro de 1999) é um jogador de voleibol francês que atua na posição de oposto.

## Carreira

### Clube
Faure foi revelado pelo Spacer's Toulouse Volley, por onde atuou de 2017 a 2021. Na temporada 2021–22, o oposto foi contratado pelo Montpellier HSC, ainda na primeira divisão francesa. Com o novo clube, o atleta conquistou o título da Ligue A de 2021–22 e a Supercopa Francesa de 2022, sendo eleito neste último, o melhor jogador da competição.
Em outubro de 2023, Faure assinou com o italiano Cisterna Volley para disputar a primeira divisão do Campeonato Italiano. Em fevereiro de 2024, o oposto teve seu contrato estendido até 2026.

### Seleção
Junto à seleção francesa, Faure conquistou a medalha de bronze na Liga das Nações de 2021 ao derrotar a seleção eslovena por 3 sets a 0.

### Voleibol de praia
Juntamente com seu compatriota Timothée Platre, Faure conquistou a medalha de bronze no Campeonato Europeu de Voleibol de Praia Sub-22 de 2019 ao derrotarem a dupla italiana Cottafava e Windisch.

## Títulos
Montpellier HSC
- Campeonato Francês: 2021–22
- Supercopa Francesa: 2022

## Clubes
| Anos      | Clube                    |
| --------- | ------------------------ |
| 2017–2021 | Spacer's Toulouse Volley |
| 2021–2023 | Montpellier HSC          |
| 2023–     | Cisterna Volley          |

## Prêmios individuais
- 2022: Supercopa Francesa – MVP